# Дере (Німеччина)
Дере (нім. Dähre) — громада в Німеччині, розташована в землі Саксонія-Ангальт. Входить до складу району Зальцведель. Складова частина об'єднання громад Бетцендорф-Дісдорф.
Площа — 78,73 км2. Населення становить 1423 ос. (станом на 31 грудня 2021).